# سور الدلم
يعتبر سور الدلم من أشهر معالم محافظة الدلم التاريخية والذي يقع حالياً وسط المدينة. وهو عن عبارة عن بقايا السور الطيني القديم الذي كان يحيط بالبلدة القديمة للدلم.

## الموقع
يقع البرج والسور في منتصف بلدة الدلم على طريق الأمير سلمان بن محمد آل سعود.

## تاريخ
يعود تاريخ بنائه إلى عام 1211 هجرية في عهد الإمام عبد العزيز بن محمد آل سعود. وفي عام 1253هـ - عندما غزا الأتراك الدلم ضمن بلاد نجد - لم يستطيعوا الدخول للدلم بسبب هذا السور.

## البناء
يوجد برج مخروطي الشكل يصل إرتفاعه إلى ثمانية أمتار، وله قاعدة دائرية بقطر 10.9م تضيق تدريجياً كلما زاد الإرتفاع لتعطي شكلاً يوحي بالقوة والمهابة والثبات، وملاصق للبرج سور طيني يمتد من الشمال إلى الجنوب، وآخر يمتد من الشرق إلى الغرب بطول (16م) وإرتفاع أقل من البرج، ومزين أعلاه بشرفات، أما البرج فمزين أيضاً بشرفات، ويوجد به فتحات صغيرة كانت للمراقبة وإطلاق الرصاص، وله باب علوي مصنوع من الخشب إرتفاعه 1.8م وعرضه 0.9م، ونقشت عليه زخارف محفورة ملونة. والبرج متصل بجميع الأبراج التي كانت تحيط بالبلدة قديماً، وكان للسور ثلاثة أبواب تُسمى المرابيع في جهات الشمال والجنوب والغرب إذا أُغلقت هذه المداخل الثلاثة لا أحد يستطيع الدخول أو الخروج. المادة المستخدمة في بناء السور هي الطين المبني على شكل مداميك تعرف بالعروق، وقد استخدمت جذوع أشجار الأثل مع جريد النخل والطين في تسقيف البرج. تم ترميم السور بأمر من الملك عبد العزيز -رحمه الله- بعد فتح الرياض عام 1319هـ، كما قامت الهيئة العامة للسياحة والتراث الوطني بإعادة ترميمه مؤخراً.

### أهم المكونات
- أساسات من الحجر.
- الأسقف خشبية مصنوعة من خشب الاثل مغطى بسعق النخيل ويعلوه طبقة من خليط الطين والتبن.
- الحوائط مبنية على صورة مداميك.
- مغطى بطبقة من لياسة خارجية من خليط الطين التبن.
- البرج به عدد من الفتحات مصلصة الشكل بالجزء العلوي منه.
- البرج به باب خشبي على منسوب عالي من الشارع أبعاده 1.8م ارتفاع و80 سم عرض وبه زخارف ملونة.[2]